# Antonio Vélez Sánchez
Antonio Vélez Sánchez est un homme politique espagnol, membre du PSOE ; il a été maire de Mérida de 1981 à 1995.